# Cameroons

Veränderungen der Grenzen Kameruns seit 1901, hellrot: Britisch-Kamerun

Flagge von Britisch-Kamerun

Cameroons, in deutschen Texten häufig als Britisch-Kamerun bezeichnet, war von 1916 bis 1961 Teil des britischen Weltreichs in Westafrika. Das Gebiet, welches heute einen kleinen Teil Kameruns und Nigerias ausmacht, war von 1922 bis 1946 B-Völkerbundsmandat und 1946 bis 1961 UN-Treuhandgebiet. Es hatte eine Fläche von 88.266 Quadratkilometern.
Nachdem die deutsche Kolonie Kamerun während des Ersten Weltkrieges von britischen, französischen und belgischen Truppen besetzt wurde, wurde sie 1922 vom Völkerbund in ein französisches und ein britisches Mandatsgebiet unterteilt. Der französische Teil Cameroun nahm vier Fünftel ein, das britische Cameroons wurde in einen Nord- und Südteil geteilt. Mit der Gründung der Vereinten Nationen wurden die Mandate in Treuhandgebiete umgewandelt.
Der französische Teil wurde am 1. Januar 1960 als Kamerun unabhängig, der muslimische Nordteil Britisch-Kameruns entschied sich in einem Volksentscheid im Februar 1961 zum Beitritt zu Nigeria, der am 31. Mai 1961 erfolgte. Der Südteil wurde am 1. Oktober Teil Kameruns. In den folgenden Jahren kam es zu einem Streit um die Bakassi-Halbinsel im Süden des ehemaligen Britisch-Kamerun, der seinen Ursprung in der Grenzziehung zwischen Großbritannien und Frankreich hat. In Kamerun kämpft zudem der ehemalige Südteil als Republik Ambazonia seit 1999 für seine Unabhängigkeit.

## Briefmarken
Vor der Aufteilung 1961 wurden nigerianische Briefmarken verwendet, die den Aufdruck „Cameroons UKTT“ trugen.

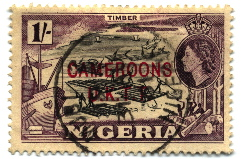
Shilling-Marke, entwertet in Mubi, nun in Nigeria
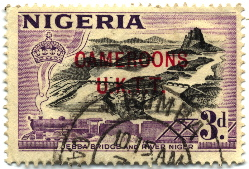
Threepence-Marke, entwertet in Kumba, nun in Kamerun
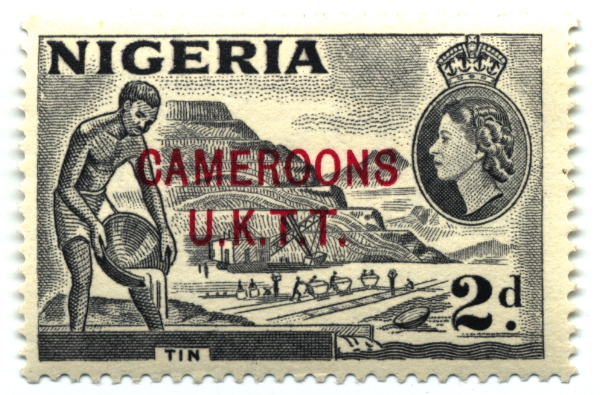
Nicht entwertete 2d-Briefmarke der Cameroons